# Landwirtschaftliche Universität Chinas
Koordinaten: 40° 0′ 9″ N, 116° 21′ 10″ O

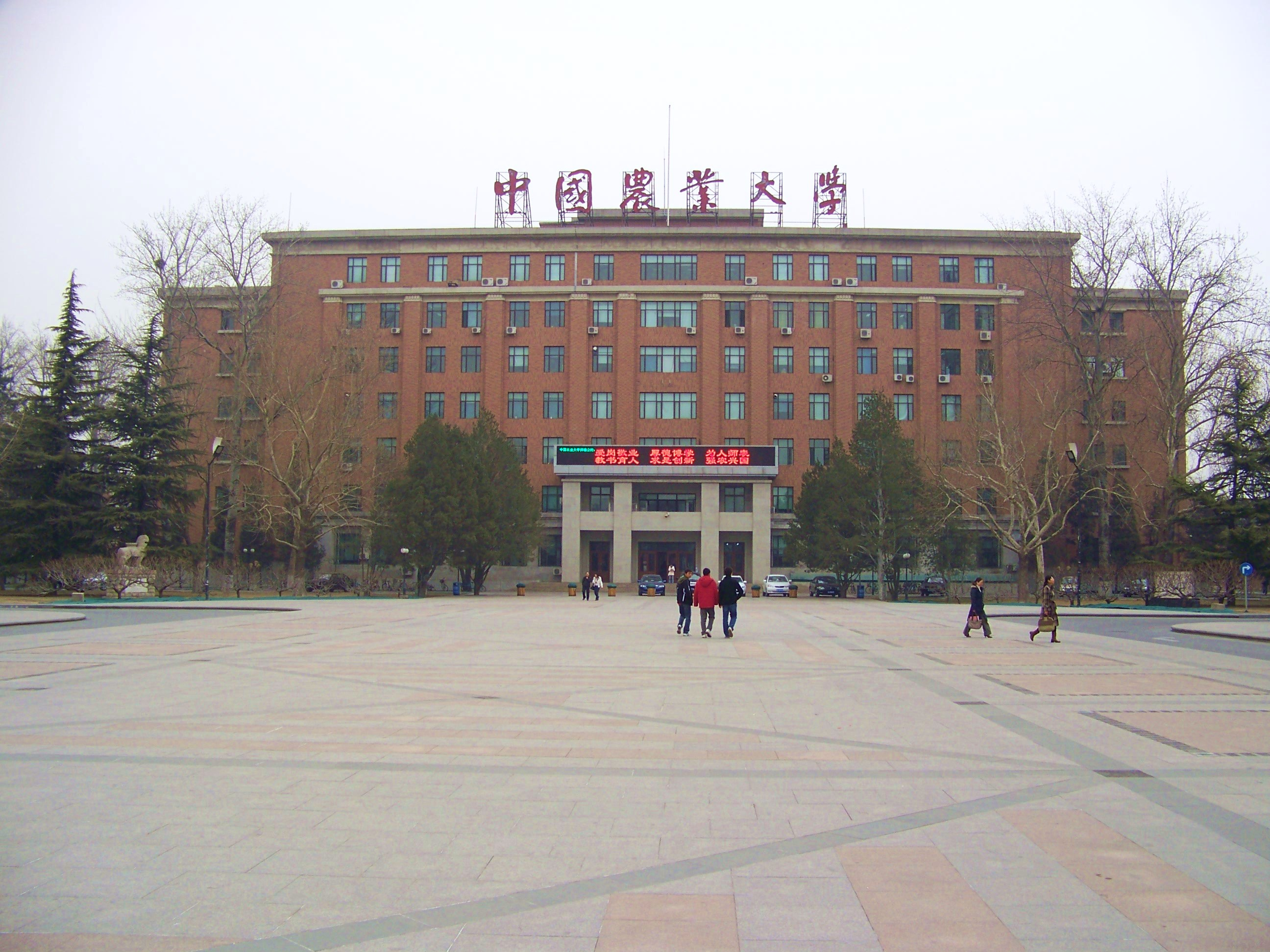
Hauptgebäude der Chinesischen Landwirtschaftsuniversität

Die Landwirtschaftliche Universität Chinas (chinesisch 中国农业大学, Pinyin Zhōngguó Nóngyè Dàxué, englisch China Agricultural University) ist eine Universität mit Schwerpunkt auf dem Bereich Landwirtschaft in Peking. Sie wurde 1905 gegründet. Die heutige Struktur der Universität entstand 1995 mit der Fusion der Universität für Landwirtschaftliches Ingenieurwesen Peking und der Landwirtschaftsuniversität Peking.

## Geschichte und Aufbau
Die Gründung der Universität geht auf das Jahr 1905 zurück. 1949 fusionierten die Agrarwirtschaftsinstituten der Peking-Universität, der Tsinghua-Universität und der Huabei-Universität, 1995 erfolgte eine weitere Fusion der Universität für Landwirtschaftliches Ingenieurwesen Peking und der Landwirtschaftsuniversität Peking. Seitdem trägt sie den heutigen Namen Chinesische Landwirtschaftsuniversität.
Die Chinesische Landwirtschaftsuniversität forscht mit 13 Instituten auf den Gebieten Agrarwirtschaft, Biowissenschaften, Ressourcen, Umwelt, Elektronische Datenverarbeitung, Informatik, Agraringenieurwesen, Wirtschaftsmanagement und Sozialwissenschaften. Im Jahr 2005 wurden 96 Bachelor-, 60 Magister- und 72 Doktorstudiengänge angeboten. Die Zahl der Studierenden betrug 2005 etwa 20.000, von denen 2.530 Magister- und Diplomstudenten und 1.460 Doktoranden waren. Im selben Jahr hatte die Universität 1.170 Lehrkräfte, von denen fünf Sitze in der Chinesischen Akademie der Wissenschaften und fünf Sitze in der Chinesischen Akademie der Ingenieurwissenschaften bekleiden. Zu den Ehren- und Gastprofessoren gehörte zum Beispiel der Nobelpreisträger Norman Borlaug. Die Universität ist Mitglied in der Euroleague for Life Sciences.

## Olympische Sportstätte
Auf dem Gelände der Universität befindet sich eine große Sporthalle. Die Bauarbeiten für die Olympische Sporthalle begannen am 15. September 2005 und endeten fast zwei Jahre später am 18. August 2007. Sie liegt auf dem Ostcampus der Universität und umfasst eine Grundfläche von 23.950 Quadratmetern. In der Halle gibt es 6000 Sitzplätze, die anlässlich der Olympischen Spiele um 2500 temporäre Sitzplätze aufgestockt wurden. In der Halle wurden während der Olympischen Spiele die Wettbewerbe im Ringen ausgetragen. Während der Sommer-Paralympics 2008 fanden in ihr Sitzvolleyball-Spiele statt.
Seit dem Ende der Olympischen Spiele und Paralympics wird die Sporthalle als Mehrzweckhalle für verschiedene Sportarten wie Badminton, Tischtennis, Turnen, Volleyball, Basketball, Handball und Hallenfußball genutzt.